# 福田尚久
福田 尚久（ふくだ なおひさ、1962年7月21日 - ）は、日本の実業家。日本通信代表取締役社長、元Apple本社副社長、前橋工科大学理事長。

## 経歴
- 1962年 群馬県北群馬郡吉岡村（現在の吉岡町）に生まれる。
- 1981年 群馬県立前橋高等学校卒業[2]
- 1986年 東京大学文学部卒業。
- 1992年 ダートマス大学経営大学院でMBA修了
- 1992年 アクセンチュア (旧名アンダーセン・コンサルティング)に入社
- 1993年 Apple日本法人に入社
- 2001年 Apple本社で副社長に就任
- 2002年 日本通信に入社
- 2015年 日本通信・代表取締役社長に就任
- 2021年 前橋工科大学理事長（非常勤）に就任[3]
- 2022年 めぶくグラウンド取締役に就任[4]

## 人物
大学生の頃から、地元群馬県で語学塾に入社したり、ITベンチャーを起業したりしていた。
前橋市が推進するスーパーシティ構想でアーキテクト(計画の統括者)を務める。

## 出演
- ザ・プロファイラー 〜夢と野望の人生〜 (NHK BSプレミアム)

2012年11月7日 「スティーブ・ジョブズ  "シンプルに、前へ"」 <FILE:008>

## 関連人物
- スティーブ・ジョブズ[7]
- 田中仁[8]
- 河野太郎[9]
- 中曽根康隆[10]